# John Graves Simcoe
John Graves Simcoe (n. 25 februarie 1752, Cotterstock⁠(d), North Northamptonshire⁠(d), Anglia, Regatul Marii Britanii – d. 26 octombrie 1806, Exeter, Anglia, Regatul Unit al Marii Britanii și Irlandei) a fost primul locotenent-guvernator al Canadei de Sus (Haut-Canada). A fost fondatorul orașului Toronto, numit inițial York.
A contribuit la introducerea unor instituții, cum ar fi instanțele de judecată, procesul cu juriu, abolirea sclaviei, în Canada de Sus, cu mult timp înainte ca aceasta să fie abolită în restul Imperiului Britanic.
A încurajat imigrația, agricultura și a susținut construirea de drumuri și siguranța națională.

## Origini
John Graves Simcoe a fost fiul unic al lui John și al Katherinei Simcoe.